# Predijalci
Predijalci (lat. nobiles praediales)  Praediales seu Nobiles Ecclesiae Vasallos su plemstvo u feudalnoj hijerarhiji, ovi plemići su više rangirani od običnog sitnog plemstva takozvanih "Jednoselaca" a niže rangirani od višeg plemstva odnosno velikih feudalaca (grofovi, vojvode, hercezi ). 
Predijalci su nasljedno uživali svoje vlastite poprilično velike posjede "predije" na koje su zapošljavali nadničare a češće su imali i vlastite kmetove. 
Predij je bio gospodarski neovisno vlastelinstvo koje se politički nalazilo u feudalnoj hierarhiji, sadržavalo je vlastite šume, oranice, vinograde, pašnjake, ribnjake itd. a bilo je u nasljednom vlasništvu predijalnih plemića koji su najčešće nosili titulu plemića od Predija kojem su bili vlasnici.
Plemić predijalac u feudalnoj hijerarhiji imao je obvezu da u slučaju ratnog pohoda obično kao konjanik ili zapovjednik sudjeluje u vojnom banderiju (postrojbi) svojega više rangiranog seniora (najčešće crkvenog), od njega je više rangirani senior iziskivao i odanost jer je ovisio o njemu a za uzvrat je visoko rangirani senior pružao političku zaštitu predijalnom plemiću od močnijih feudalaca. Zbog ove međuovisnosti plemići predijalci su bili vrlo utjecajni i cjenjeni ljudi ali su isto tako na svojim predijima imali ograničeni "dominium utile" jer su dio rente od svojih kmetova ili imetka od nadničara bili dužni davali višerangiranom senioru.
Prediji su postojali najčešće na crkvenim posjedima od kojih su najpoznatiji Prediji velike Opatije Topusko te templarski prediji u županiji Gora. 
Posjed Zagrebačkog kaptola, Varaždinske Toplice, je bio predijalnog karaktera. Na tom kaptolskom posjedu su bili predijalci Horvat, Bešenić, Filipović, Horvatić, Žugec, Filipašić, Novačić, Dvorski, Kirinić, Broz i dr.

## Vanjske poveznice
- Položaj predijalnog plemstva
- [neaktivna poveznica]
- Zamjena posjeda prekokupskog predijalnog plemstva  Arhivirana inačica izvorne stranice od 12. siječnja 2012. (Wayback Machine)
- Višestruka naknada za zamjenu plemićkih predija